# Varg Gyllander
Ulf Varg Sigvard Gyllander, född 30 maj 1964, är en svensk kriminalförfattare.

## Biografi
Varg Gyllander är född i Skåne, men då familjen flyttade mycket har han under sin uppväxt bott i såväl Stockholm, Norrköping, Linköping, Borgholm som Karlskrona. Han bor nu på en av Essingeöarna i Stockholm tillsammans med sina två söner. För närvarande arbetar han som presschef vid polismyndigheten i Stockholms län. Dessförinnan var han pressekreterare vid Rikskriminalpolisen men har tidigare arbetat som bland annat kriminalreporter, lärare, marinofficer och köksmästare.
Som författare slog Varg Gyllander igenom 2009 med kriminalromanen Somliga linor brister. Romanen var den första i en serie om kriminalteknikerna Ulf Holtz och Pia Levin. Ingen jord den andra lik är den fjärde boken i serien och släpptes i maj 2012. I maj 2014 kom den sista och avslutande delen, Min är hämnden.